# Gmina Biała (Powiat Wieluński)
Die Gmina Biała ist eine Landgemeinde im Powiat Wieluński der Woiwodschaft Łódź in Polen. Ihr Sitz ist das Dorf Biała Druga (deutsch Biala) mit etwa 330 Einwohnern.

## Geographie

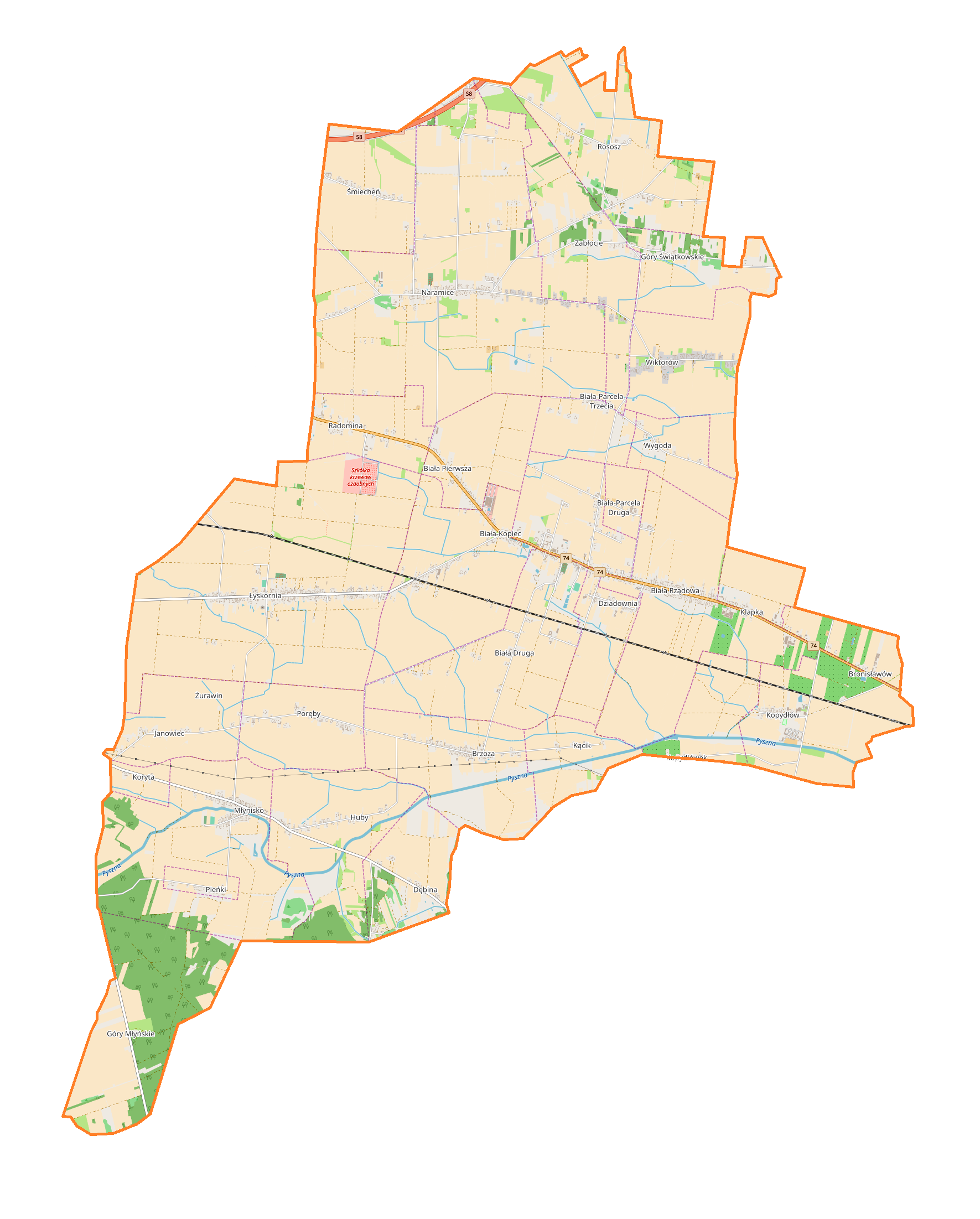
Karte der Landgemeinde

Die Gemeinde liegt im Südwesten der Woiwodschaft. Nachbargemeinden sind die Gemeinden Lututów im Norden, Czarnożyły im Osten, die Gemeinde der Kreisstadt Wieluń im Südosten, Skomlin im Süden, Łubnice im Südwesten sowie Czastary und Sokolniki im Westen. Die Kreisstadt ist fünf Kilometer von der Gemeindegrenze und zwölf Kilometer von Biała Druga entfernt.
Das Gemeindegebiet ist reich an kleinen Bächen. Wichtigstes Fließgewässer ist die 30 Kilometer lange Pyszna, die zur Oleśnica, einem linken Nebenfluss der Warthe fließt.
Die Gemeinde hat eine Fläche von nahezu 75 km², von der 88 Prozent landwirtschaftlich genutzt werden. Wald macht nur drei Prozent der Fläche aus.

## Geschichte
Die Landgemeinde entstand 1953 aus der Gmina Naramice in der Woiwodschaft Łódź. Im folgenden Jahr wurde sie in Gromadas aufgeteilt und 1973 wiedergegründet. Von 1975 bis 1998 gehörte sie zur Woiwodschaft Sieradz, die im modernen Polen nur zu dieser Zeit bestand. Der Powiat war in dieser Zeit aufgelöst. Mit Wiedererrichtung des Powiats Wieluński kam sie 1999 zur neu zugeschnittenen Woiwodschaft Łódź. Am 1. Januar 2018 wurde der Sitz der Gemeinde von Biała nach Biała Druga verlegt.

## Gliederung
Zur Landgemeinde Biała gehören 16 Dörfer mit 17 Schulzenämtern (sołectwa). Das Dorf Młynisko besteht aus den Schulzenämtern Młynisko Wieś und Młynisko Pierwsze.
Biała Pierwsza
Biała Druga
Biała Kopiec
Biała Parcela
Biała Rządowa
Brzoza
Janowiec
Kopydłów
Łyskornia
Młynisko Wieś
Młynisko Pierwsze
Naramice
Radomina
Rososz
Śmiecheń
Wiktorów
Zabłocie
Weitere kleinere Orte der Gemeinde sind: Biała Parcela Druga, Biała Parcela Trzecia, Bronisławów, Dębina, Dziadownia, Góry Młyńskie, Góry Świątkowskie, Huby, Kącik, Klapka, Kopydłówek, Koryta, Pieńki, Poręby und Wygoda.

## Denkmalgeschützte Sehenswürdigkeiten
Sehenswürdig sind die alten Holzkirchen in den Dörfern der Gemeinde. Sie wurden zwischen dem 16. und 18. Jahrhundert errichtet. Folgende Objekte wurden in die nationale Denkmalliste eingetragen:
- Holzkirche (1743) und Glockenturm (nach 1750) in Biała-Parcela[4]
- Holzkirche Maria Magdalena in Łyskornia, 1660, erweitert 1714, 1787, 1878 und 1921[5]
- Holzkirche Allerheiligen in Naramice, 16. Jahrhundert[6]
- Herrenhaus und Park in Naramice, Ende des 18. Jahrhunderts[7]
- Holzkirche (Filialkirche) in Wiktorów, 16. Jahrhundert, 1760 erweitert.[8]

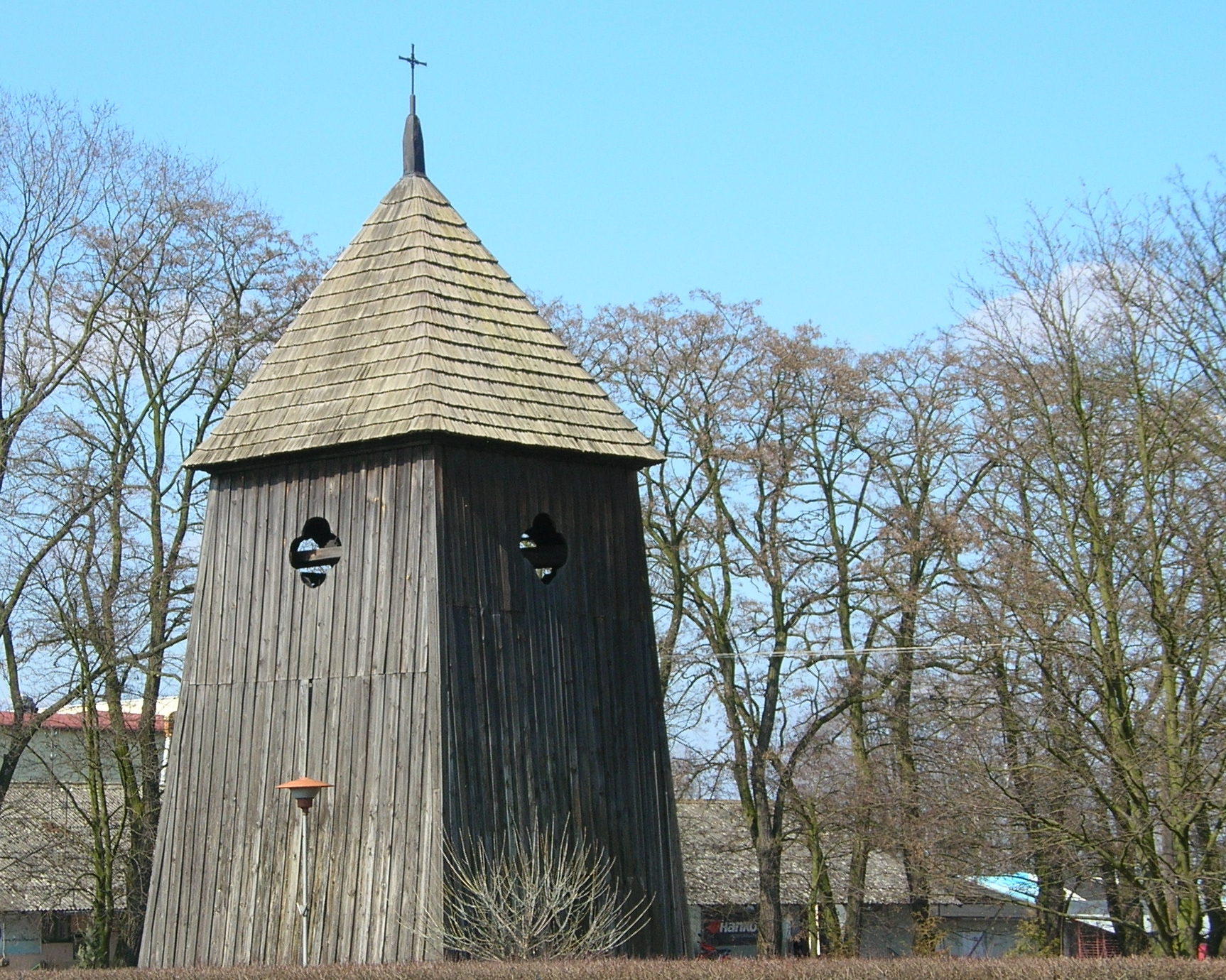
Glockenturm in Biała-Parcela
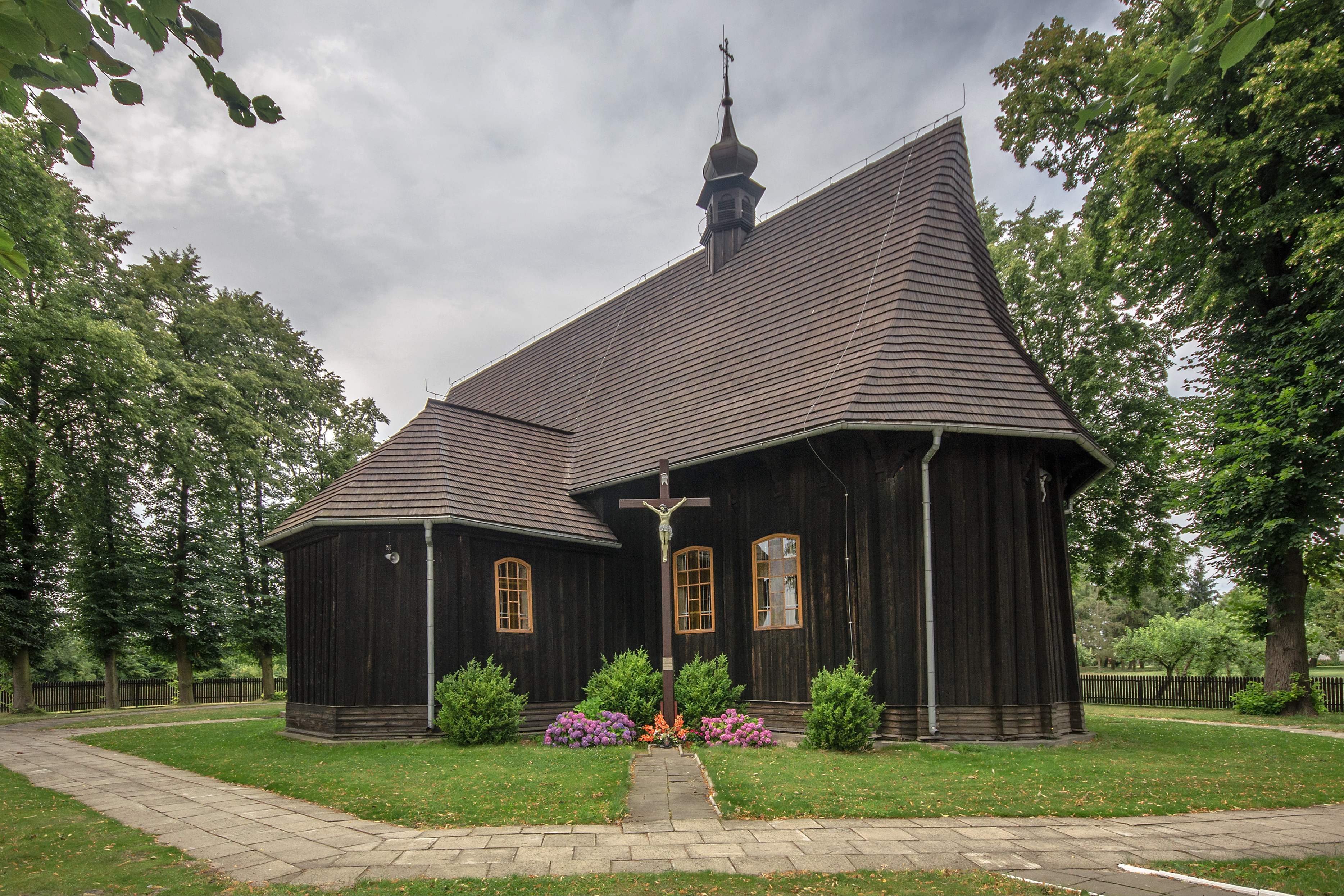
Holzkirche in Łyskornia
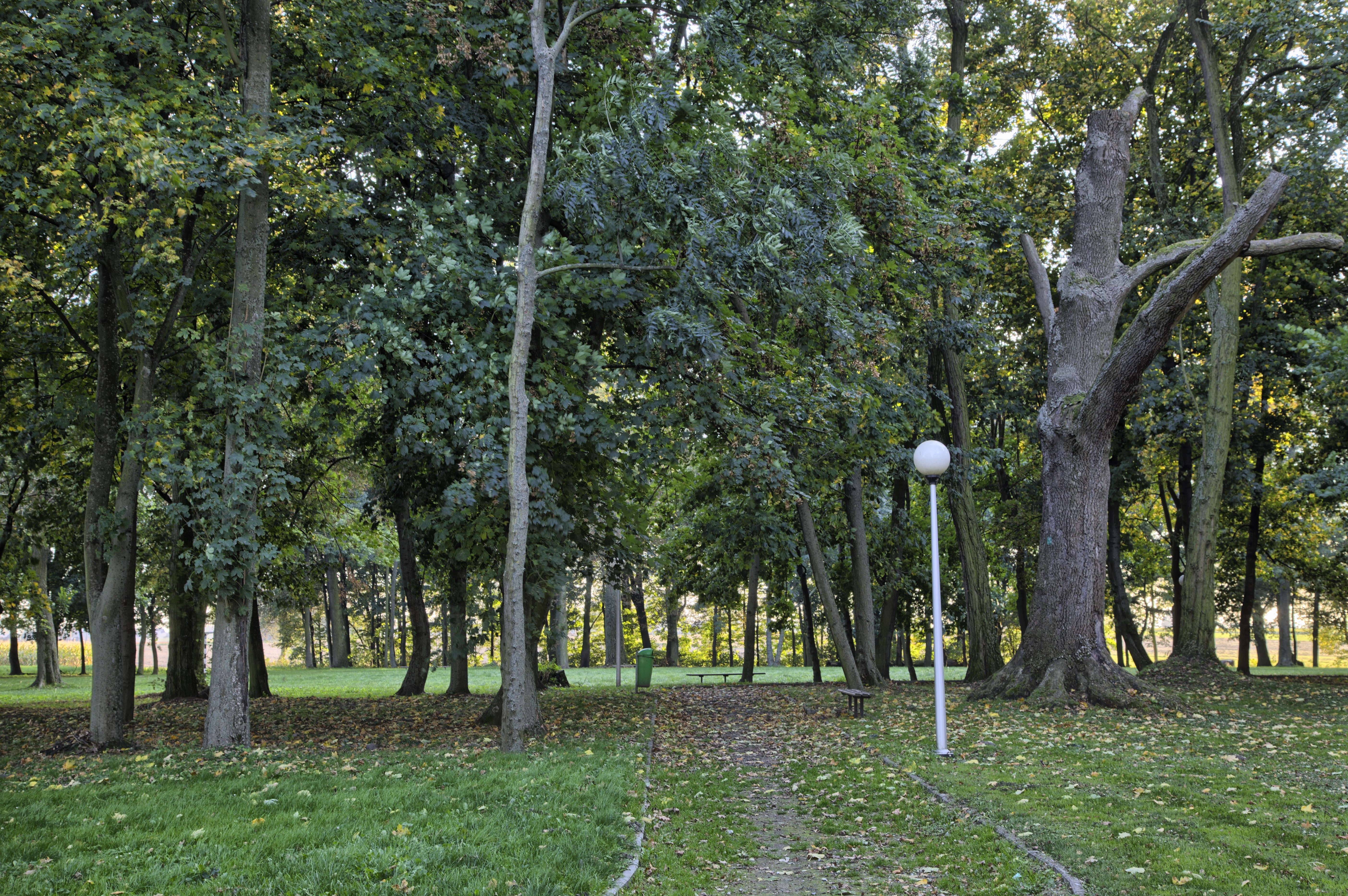
Park in Naramice
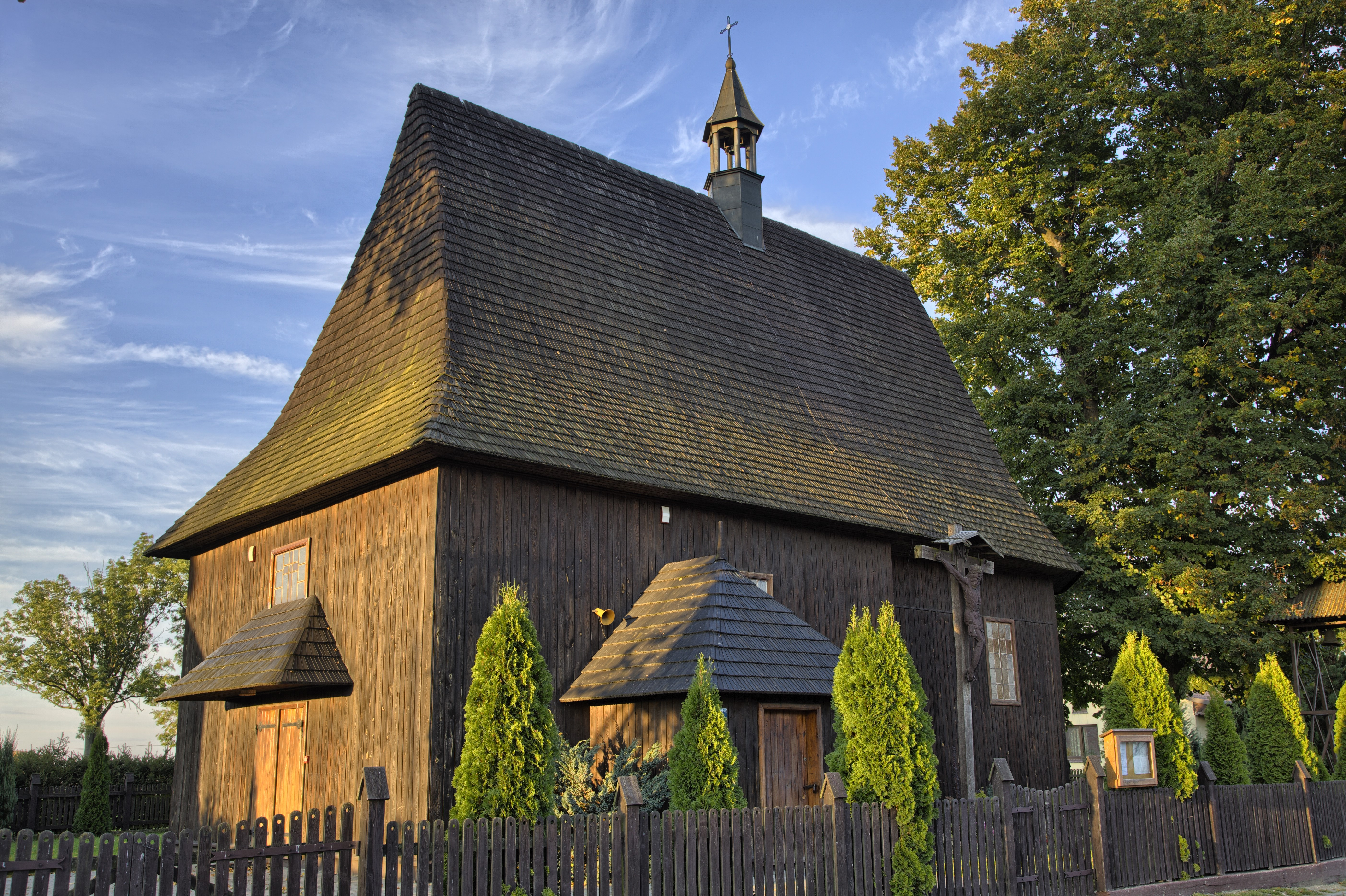
Holzkirche in Wiktorów

## Verkehr
Durch die Gemeinde verläuft die Landesstraße DK74, die von Piotrków Trybunalski (Petrikau) über die Kreisstadt Wieluń im Osten zur Schnellstraße S8 im Nordwesten verläuft. Diese durchzieht den äußersten Norden des Gemeindegebiets. 
Die Bahnstrecke Herby–Oleśnica verläuft durch die Gemeinde. Der Bahnhof Biała (in Biała Kopiec, an der Grenze zu Łyskornia) wird nicht im Personenverkehr bedient. Der nächste Fernbahnhof ist Wieluń Dąbrowa.
Der nächste internationale Flughafen ist Łódź.